# Sport Club Mirabello 1951
Questa voce raccoglie le informazioni riguardanti lo Sport Club Mirabello nelle competizioni ufficiali della stagione 1951.

## Maglie e sponsor
| 1ª divisa |

## Rosa
| N° | Naz.              | Ruolo | Sportivo       |  |  |  |
| -- | ----------------- | ----- | -------------- |  |  |  |
| ?  | Italia (bandiera) | P     | Citterio       |  |  |  |
| ?  | Italia (bandiera) | E     | Gezzi          |  |  |  |
| ?  | Italia (bandiera) | E     | Ghioni         |  |  |  |
| ?  | Italia (bandiera) | E     | Luigi Kullmann |  |  |  |
| ?  | Italia (bandiera) | E     | Libanore       |  |  |  |
| ?  | Italia (bandiera) | E     | Moioli I       |  |  |  |
| ?  | Italia (bandiera) | E     | Moioli II      |  |  |  |

- Allenatore: ?